# Конрад Цёлльнер фон Ротенштайн
Ко́нрад Цёлльнер фон Ротеншта́йн (нем. Konrad Zöllner von Rotenstein; ок. 1325, вероятно Биркенфельд — 20 августа 1390, Христбург) — 23-й великий магистр Тевтонского ордена с 1382 по 1390 год.

## Биография
Конрад родился около 1325 года, возможно, в Биркенфельде. Представитель дворянского рода Цёлльнеров фон Ротенштайн из Франконии.
Карьера Конрада началась в 1353 году, когда он стал прокурором (судьёй) Прёйсиш-Марки (пол.), а после хаузкомтуром Христбурга. В 1368 году он занял должность комтура
Данцига, а 1372 — великого госпитальера и комтура Христбурга.
После смерти в 1382 году Винриха фон Книпроде Конрад был избран новым великим магистром, несмотря на то, что в Ордене у него не было влиятельных знакомых, и ему явно недоставало политического опыта. Фон Ротенштайн сосредоточил внимание на внутренних проблемах, поручив заботы об армии и ведение войны с Великим княжеством Литовским комтуру Кёнигсберга Конраду фон Валенроде.
Цёлльнер провёл административную реформу (реформу административно-территориального деления Пруссии), а также занимался поддержкой колонизации малонаселённых районов. Он даже смог получить привилегию от папы римского для открывшегося в Кульме университета.
Во время правления Конрада Цёлльнера великий князь литовский Ягайло стал королём польским под именем Владислава II, что послужило началом польско-литовской личной унии. В разгоревшейся борьбе Ягайло с Витовтом Орден встал на сторону последнего, имея целью противопоставить Литву Польше, так как их совместные действия были крайне нежелательны для крестоносцев.
Конрад Цёлльнер фон Ротенштайн скончался 20 августа 1390 года в Христбурге и был похоронен в усыпальнице великих магистров Ордена под часовней св. Анны в Мариенбурге.